# Voces Inocentes
Voces Inocentes är en drama/krigsfilm från 2004 som är skriven och regisserad av Luis Mandoki.

## Handling
Filmen utspelar sig i El Salvador under inbördeskrigen i mitten på 1980-talet, en ung pojke måste bestämma sig om han ska gå med i armén eller förena sig med gerillan.

## Om filmen
Filmen är inspelad i Mexiko. Den hade världspremiär vid Toronto International Film Festival den 16 september 2004, den har inte haft svensk premiär.

## Rollista (urval)
- Carlos Padilla - Chava
- Leonor Varela - Kella
- Xuna Primus - Cristina Maria
- Gustavo Muñoz - Ancha